# ヘイロタイ
ヘイロタイ（Εἱλῶται / Heilôtai ヘイロータイ）は、古代ギリシア・スパルタで、共有財産として国家に所属していた非自由身分の名称。語源は「沼沢地に住む人（έλη-）」と「捕虜にされた人（είλ-）」の両説があるが不詳。ヘロット(helot)ともいう。

## 概要
紀元前1500年頃からペロポネソス半島ラコニア地方に定住していたアカイア人は、紀元前1100年頃にスパルタ人に征服され全て奴隷身分に落とされヘイロタイと呼ばれた。また紀元前8世紀頃第一次メッセニア戦争にてメッセニアも征服され、住民はヘイロタイにされた。
ヘイロタイは家族を持つことは許された国有奴隷である。代々奴隷身分を引き継ぎ土地に縛られ農業に従事し、主人であるスパルタ人に収穫物の一部を貢納した。
約1万人（市民とその家族）のスパルタ人に対し、約20万人のヘイロタイが存在したため、数で劣るスパルタ人は常にヘイロタイによる反乱に神経をとがらせた。現に征服されたメッセニア人はアリストメネスという優れた指導者の下に紀元前7世紀（第二次メッセニア戦争）に、さらに紀元前5世紀（第三次メッセニア戦争）にスパルタを襲った地震に乗じて大規模な反乱を起こし、スパルタ人の肝を冷やしめた。その結果、スパルタは市民皆兵の軍国主義政策を採用し強力な軍隊を保持したのである。紀元前479年のプラタイアイへの出兵に際しては、スパルタ人1人に対してヘイロタイ7名が従卒ないし輜重兵として参加した。ヘイロタイは危険な分遣作戦に好んで使われ、ほとんどの者が躊躇なく見捨てられたという。
スパルタ人はヘイロタイに対する不満分子の定期的な摘発（紀元前397年のキナドンの謀反など）、また、軍事教練の一環として若年スパルタ人によるクリュプテイア（Krypteia）と称するヘイロタイに対するテロ行為を奨励して恐怖支配を徹底した。またヘイロタイに対する殺戮を正当化するため、毎年就任するエフォロイ（監督官と訳される定員5人の行政長官）がヘイロタイに対して宣戦を布告した。ペロポネソス戦争の重大な時期であった紀元前424年には、スパルタ人はヘイロタイに対し、敵に対して武勲を立てた者は奴隷から解放すると通達した。そこで、もっとも有能で自由を熱望していると思われた約2000名のヘイロタイが選別された。これらの人々は、表向き奴隷から解放した後、すべて消されたのである。

## 備考
- 第二次メッセニア戦争でヘイロタイとなったメッセニア人は、スパルタ人口の半分から3分の2に達した（弓削達 『地中海世界 新書西洋史2』 講談社現代新書 1973年 p.55）。